# Cléguer
Cléguer (Kleger trong tiếng Bretagne) là một xã ở tỉnh Morbihan trong vùng Bretagne tây bắc Pháp. Xã này có diện tích 32,15 km², dân số năm 1999 là 3061 người. Khu vực này có độ cao từ 2-107 mét trên mực nước biển.
Cư dân của Cléguer danh xưng trong tiếng Pháp là Cléguerois.